# 루프 점프
루프 점프(loop jump)는 뒤로 돌면서 도약하고 착지하는 피겨 스케이팅 점프이다. 반시계 방향 회전과 점프에서, 이것은 오른쪽 위로 돌아가는 외부 가장자리이다. 그것은 컴펄서리 피겨와의 유사성에서 명명되었다. 이 발명은 베르너 리트베르거에게 널리 반영되고, 또한 이 점프는 유럽에서 "리트베르거"로도 알려져있다. 그러나, 증거는 1880년대 만큼 일찍 이루어졌을 수도 있다.

## 루프 기술

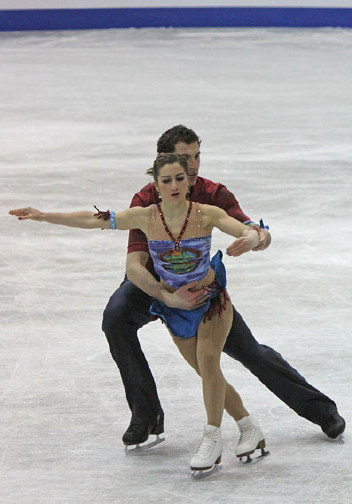

루프 점프를 하려면, 스케이트 선수는 일반적으로 위에 3회전이나 모호크 턴을 하는(여전히 얼음)왼쪽 발을 그리는 동안 오른쪽 앞에 교차하면서 다시 왼쪽에서 안쪽 가장자리, 다음 오른쪽 다시 바깥쪽 가장자리의 원에 도달한다. 때로는 스케이트 선수가 거의 앉아있는 위치에 있는지 표시되도록 무릎이 깊이 구부러진다.

## 루프의 역사
루프는 또한 각각 2또는 3개의 회전으로, 이중또는 삼중으로 이루어질수 있다. 딕 버튼은 1952년 동계 올림픽에서 처음으로 트리플 루프 점프를 실시했다. 개비 세이페르트는 1968년에 트리플 루프를 실시할 수 있도록 알려진 최초의 여자 스케이트 선수였다.

## 루프 유형
피겨 스케이팅에 관련된 점프는 반 루프이다. 그 이름에도 불구하고, 전체 회전 점프이다. 하프 루프는 싱글 점프로 실시되며, 주로 내부 가장자리 뒤에서 도약하는 살코 점프 또는 플립 점프하기 전에, 점프 시퀀스의 요소를 연결로 사용한다.

## 참조
1. ↑  Figure Skating: Championship Techniques by 존 미샤 페트케비치. Sports Illustrated, 1989